# Michał Sztybel
Michał Piotr Sztybel (ur. 12 sierpnia 1985 w Bydgoszczy) – polski polityk i samorządowiec, w latach 2018–2023 wiceprezydent Bydgoszczy, od 2023 wojewoda kujawsko-pomorski.

## Życiorys
Ukończył politologię na Uniwersytecie Kazimierza Wielkiego oraz podyplomowe studia z rachunkowości na Uniwersytecie Ekonomicznym we Wrocławiu. Był związany z młodzieżówką Unii Wolności, później dołączył do Prawa i Sprawiedliwości. Pełnił funkcje asystenta posła Tomasza Markowskiego i doradcy wojewody Zbigniewa Hoffmana.
W wyborach w 2006 uzyskał mandat radnego Bydgoszczy. Członkiem PiS był do 2009. W wyborach samorządowych w 2010 z powodzeniem ubiegał się o reelekcję do rady miasta z ramienia komitetu Konstantego Dombrowicza. W 2011 wstąpił do Platformy Obywatelskiej. Z jej listy w 2014 po raz trzeci został radnym miejskim.
W 2015 został powołany na doradcę prezydenta Bydgoszczy Rafała Bruskiego, w konsekwencji zrzekł się mandatu radnego. W 2016 został dyrektorem Biura Komunikacji Społecznej w bydgoskim urzędzie miejskim. W listopadzie 2018 objął stanowisko zastępcy prezydenta miasta, odpowiadał za inwestycje, zamówienia publiczne, gospodarkę odpadami komunalnymi i fundusze europejskie. W 2021 został przewodniczącym Platformy Obywatelskiej w Bydgoszczy. 20 grudnia 2023 mianowany na stanowisko wojewody kujawsko-pomorskiego.

## Odznaczenia
- Brązowy Medal za Zasługi dla Policji – 2025[10][11]